# Scottish Division One 1963-1964
La Scottish Division One 1963-1964  è stata la 67ª edizione della massima serie del campionato scozzese di calcio, disputato tra il 21 agosto 1963 e il 21 aprile 1964 e concluso con la vittoria dei Rangers, al loro trentaquattresimo titolo, il secondo consecutivo.
Capocannoniere del torneo è stato Alan Gilzean (Dundee) con 32 reti.

## Classifica finale
Fonte:
|       | Pos. | Squadra            | Pt | G  | V  | N  | P  | GF | GS | QR    |
| ----- | ---- | ------------------ | -- | -- | -- | -- | -- | -- | -- | ----- |
|       | 1.   | Rangers            | 55 | 34 | 25 | 5  | 4  | 85 | 31 | 2,742 |
|       | 2.   | Kilmarnock         | 49 | 34 | 22 | 5  | 7  | 77 | 40 | 1,925 |
|       | 3.   | Celtic             | 47 | 34 | 19 | 9  | 6  | 89 | 34 | 2,618 |
|       | 4.   | Hearts             | 47 | 34 | 19 | 9  | 6  | 74 | 40 | 1,850 |
|       | 5.   | Dunfermline        | 45 | 34 | 18 | 9  | 7  | 64 | 33 | 1,939 |
| [ 3 ] | 6.   | Dundee             | 45 | 34 | 20 | 5  | 9  | 94 | 50 | 1,880 |
|       | 7.   | Partick Thistle    | 35 | 34 | 15 | 5  | 14 | 55 | 54 | 1,019 |
|       | 8.   | Dundee Utd         | 34 | 34 | 13 | 8  | 13 | 65 | 49 | 1,327 |
|       | 9.   | Aberdeen           | 32 | 34 | 12 | 8  | 14 | 53 | 53 | 1,000 |
|       | 10.  | Hibernian          | 30 | 34 | 12 | 6  | 16 | 59 | 66 | 0,894 |
|       | 11.  | Motherwell         | 29 | 34 | 9  | 11 | 14 | 51 | 62 | 0,823 |
|       | 12.  | St. Mirren         | 29 | 34 | 12 | 5  | 17 | 44 | 74 | 0,595 |
|       | 13.  | St. Johnstone      | 28 | 34 | 11 | 6  | 17 | 54 | 70 | 0,771 |
|       | 14.  | Falkirk            | 28 | 34 | 11 | 6  | 17 | 54 | 84 | 0,643 |
|       | 15.  | Airdrieonians      | 26 | 34 | 11 | 4  | 19 | 52 | 97 | 0,536 |
|       | 16.  | Third Lanark       | 25 | 34 | 9  | 7  | 18 | 47 | 74 | 0,635 |
|       | 17.  | Queen of the South | 16 | 34 | 5  | 6  | 23 | 40 | 92 | 0,435 |
|       | 18.  | East Stirlingshire | 12 | 34 | 5  | 2  | 27 | 37 | 91 | 0,407 |

Legenda:
      Campione di Scozia e qualificata in Coppa dei Campioni 1964-1965.
      Qualificata in Coppa delle Coppe 1964-1965.
      Invitata alla Coppa delle Fiere 1964-1965.
      Retrocesso in Scottish Division Two 1964-1965.
Regolamento:
Due punti a vittoria, uno a pareggio, zero a sconfitta.
A parità di punti, le posizioni in classifica venivano determinate sulla base del quoziente reti.